# 龍華戲院

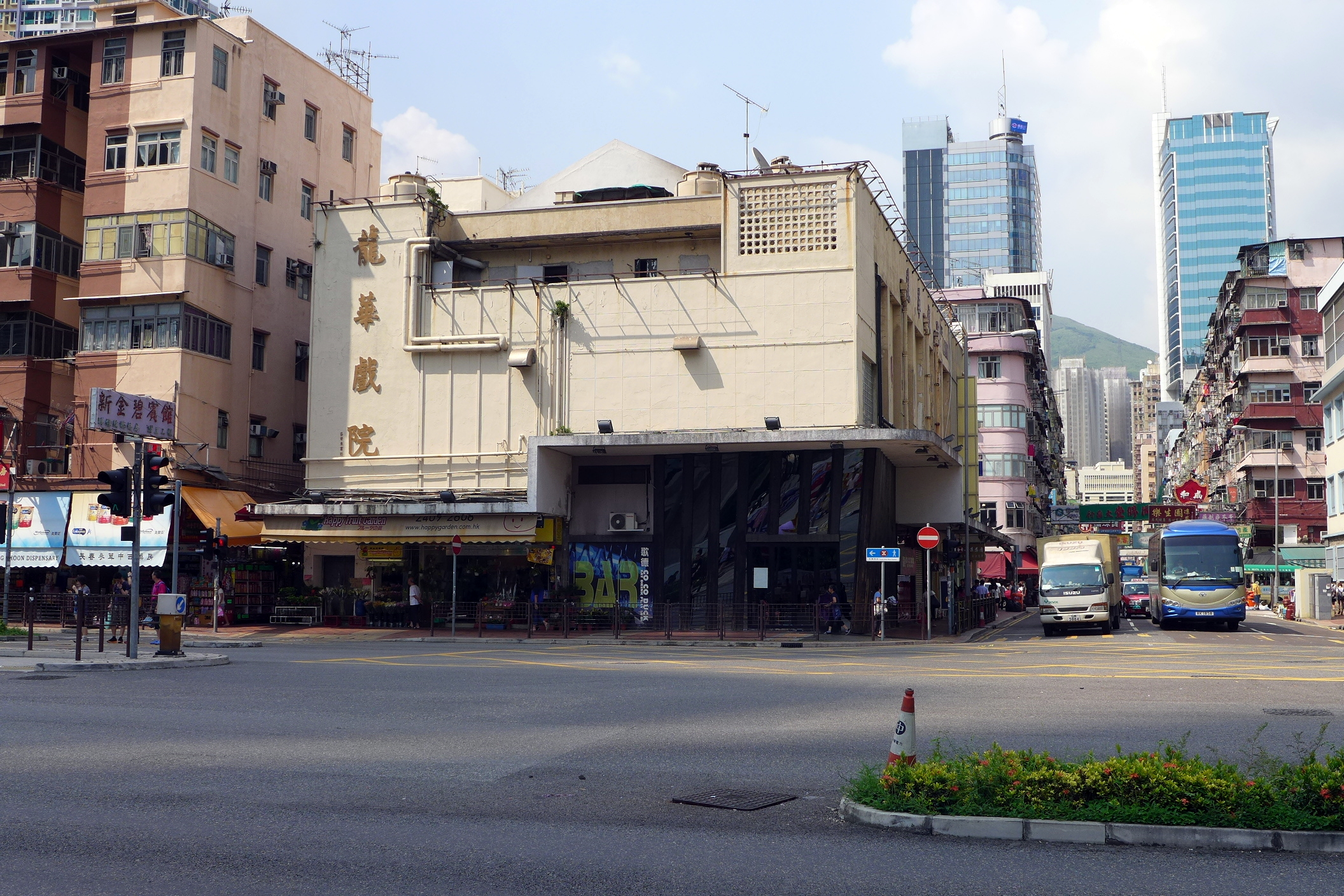
龍華戲院（2015年）

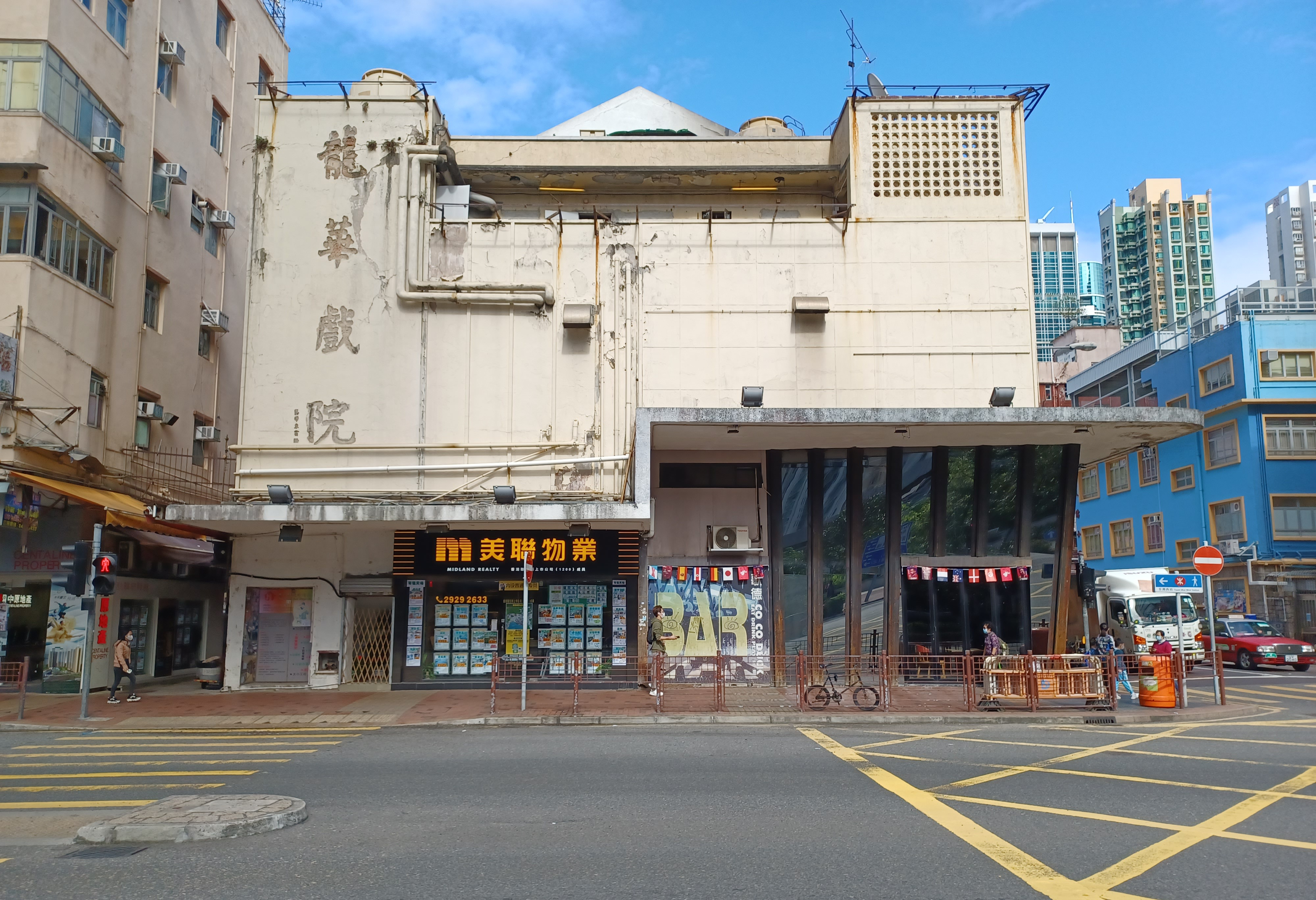
龍華戲院（2022年）

龍華戲院位於香港荃灣眾安街117號，在1962年開幕，當時為放粵語片的戲院。戲院於1996年12月29日結業。戲院結業後被改成食肆娛樂場所，被劃分為不同商舖出租。戲院外牆的名稱提字，由區老闆「區華東」書，但字樣已鏽蝕剝落，無法清楚看到。
2019年8月，該建築被業主申請強制拍賣，估值近4.35億元。